# Coupe ULEB de basket-ball 2003-2004
Navigation
Édition précédente Édition suivante
La Coupe ULEB 2003-2004 est la 2e édition de la coupe ULEB, deuxième compétition de clubs de basket-ball du continent européen après l'Euroligue de basket-ball.

## Équipes participantes et groupes
| Groupe A Astronauts Amsterdam Francfort Skyliners Real Madrid Breil Milano LA Sofia KK Zagreb | Groupe B KK Atlas Belgrade CB Gran Canaria RheinEnergie Cologne Superfund Bulls Kapfenberg Caprabo Lleida KK Zadar | Groupe C Etosa Alicante Étoile rouge de Belgrade Spirou Charleroi BCM Gravelines Metis Varese BK Ventspils |

| Groupe D Joventut Badalona WWF Virtus Telekom Bonn Hapoël Jérusalem RBC Verviers-Pepinster BC Reflex Železnik | Groupe E BS Energy Braunschweig Eiffel Towers Den Bosch Le Mans Estudiantes Madrid Makedonikós KK Budućnost Podgorica | Groupe F Brighton Bears Cholet Basket Ionikos NF Egnatia Prokom Trefl Sopot KK Split Lietuvos Rytas Vilnius |

## 1ertour

### Groupe A
| - 1re journée, 11 novembre Astronauts Amsterdam - Francfort Skyliners : 57-72 Lukoil Academic - KK Zagreb : 116-115 Real Madrid - Breil Milano : 61-62 - 2e journée, 18 novembre Breil Milano - Astronauts Amsterdam : 83-56 KK Zagreb - Real Madrid : 72-75 Francfort Skyliners - Lukoil Academic : 75-76 - 3e journée, 25 novembre Astronauts Amsterdam - Lukoil Academic : 76-90 Real Madrid - Francfort Skyliners : 86-84 Breil Milano - KK Zagreb : 97-75 - 4e journée, 2 décembre Astronauts Amsterdam - KK Zagreb : 64-66 Francfort Skyliners - Breil Milano : 67-61 Lukoil Academic - Real Madrid : 93-91 - 5e journée, 9 décembre Real Madrid - Astronauts Amsterdam : 81-51 Breil Milano - Lukoil Academic : 77-67 KK Zagreb - Francfort Skyliners : 81-86 |  | - 6e journée, 16 décembre Francfort Skyliners - Astronauts Amsterdam : 93-69 KK Zagreb - Lukoil Academic : 80-87 Breil Milano - Real Madrid : 94-65 - 7e journée, 7 janvier Astronauts Amsterdam - Breil Milano :67-73 Real Madrid - KK Zagreb : 98-64 Lukoil Academic - Francfort Skyliners : 82-84 - 8e journée, 13 janvier Lukoil Academic - Astronauts Amsterdam : 89-70 Francfort Skyliners - Real Madrid : 69-75 KK Zagreb - Breil Milano : 74-93 - 9e journée, 20 janvier KK Zagreb - Astronauts Amsterdam : 90-78 Breil Milano - Francfort Skyliners : 69-68 Real Madrid - Lukoil Academic : 82-71 - 10e journée Astronauts Amsterdam - Real Madrid : 68-90 Lukoil Academic - Breil Milano : 84-78 Francfort Skyliners - KK Zagreb : 88-59 |

Classement
| Rang | Équipe              | Pts | J  | V | D  | Pp  | Pc  | Diff |
| ---- | ------------------- | --- | -- | - | -- | --- | --- | ---- |
| 1    | BREIL MILANO        | 18  | 10 | 8 | 2  | 787 | 684 | +103 |
| 2    | REAL MADRID         | 17  | 10 | 7 | 3  | 804 | 728 | +76  |
| 3    | PBC LUKOIL ACADEMIC | 17  | 10 | 7 | 3  | 855 | 828 | +27  |
| 4    | OPEL SKYLINERS      | 16  | 10 | 6 | 4  | 786 | 715 | +71  |
| 5    | KK ZAGREB           | 12  | 10 | 2 | 8  | 776 | 882 | -106 |
| 6    | DEMON ASTRONAUTS    | 10  | 10 | 0 | 10 | 656 | 827 | -171 |

### Groupe B
| - 1re journée, 11 novembre RheinEnergie Cologne - Bulls Kapfenberg : 85-73 KK Atlas Belgrade - Caprabo Lleida : 93-77 KK Zadar - CB Gran Canaria : 72-66 - 2e journée, 18 novembre CB Gran Canaria - RheinEnergie Cologne : 90-63 Caprabo Lleida - KK Zadar : 71-66 Bulls Kapfenberg - KK Atlas Belgrade : 80-71 - 3e journée, 25 novembre RheinEnergie Cologne - KK Atlas Belgrade : 66-64 KK Zadar - Bulls Kapfenberg : 86-62 CB Gran Canaria - Caprabo Lleida : 90-77 - 4e journée, 2 décembre RheinEnergie Cologne - Caprabo Lleida : 65-69 Bulls Kapfenberg - CB Gran Canaria : 57-92 KK Atlas Belgrade - KK Zadar : 72-91 - 5e journée, 9 décembre KK Zadar - RheinEnergie Cologne : 73-75 CB Gran Canaria - KK Atlas Belgrade : 76-67 Caprabo Lleida - Bulls Kapfenbergs : 105-70 |  | - 6e journée, 16 décembre Bulls Kapfenberg - RheinEnergie Cologne : 90-92 Caprabo Lleida - KK Atlas Belgrade : 79-71 CB Gran Canaria - KK Zadar : 71-64 - 7e journée, 7 janvier RheinEnergie Cologne - CB Gran Canaria : 62-77 KK Zadar - Caprabo Lleida : 76-85 KK Atlas Belgrade - Bulls Kapfenberg : 77-65 - 8e journée, 13 janvier KK Atlas Belgrade - RheinEnergie Cologne : 86-89 Bulls Kapfenberg - KK Zadar : 76-88 Caprabo Lleida - CB Gran Canaria : 69-66 - 9e journée, 20 janvier Caprabo Lleida - RheinEnergie Cologne : 88-65 CB Gran Canaria - Bulls Kapfenberg : 71-64 KK Zadar - KK Atlas Belgrade : 82-75 - 10e journée RheinEnergie Cologne - KK Zadar : 78-75 KK Atlas Belgrade - CB Gran Canaria : 75-69 Bulls Kapfenberg - Caprabo Lleida : 67-76 |

Classement
| Rang | Équipe               | Pts | J  | V | D | Pp  | Pc  | Diff |
| ---- | -------------------- | --- | -- | - | - | --- | --- | ---- |
| 1e   | CAPRABO LLEIDA       | 18  | 10 | 8 | 2 | 796 | 729 | +67  |
| 2e   | AUNA GRAN CANARIA    | 17  | 10 | 7 | 3 | 770 | 670 | +100 |
| 3e   | RHEINENERGIE COLOGNE | 16  | 10 | 6 | 4 | 740 | 785 | -45  |
| 4e   | KK ZADAR             | 15  | 10 | 5 | 5 | 773 | 734 | 39   |
| 5e   | KK ATLAS BELGRADE    | 13  | 10 | 3 | 7 | 748 | 774 | -26  |
| 6e   | SUPERFUND KAPFENBERG | 11  | 10 | 1 | 9 | 710 | 845 | -135 |

### Groupe C
| - 1re journée, 11 novembre BK Ventspils - Etosa Alicante : 95-81 Metis Varese - BCM Gravelines : 80-63 Étoile rouge de Belgrade - Spirou Basket Club : 89-81 - 2e journée, 18 novembre Spirou Basket Club - BK Ventspils : 73-79 BCM Gravelines - Étoile rouge de Belgrade : 75-78 Etosa Alicante - Metis Varese : 80-83 - 3e journée, 25 novembre BK Ventspils - Metis Varese : 66-75 Étoile rouge de Belgrade - Etosa Alicante : 87-89 Spirou Basket Club - Gravelines : 72-66 - 4e journée, 2 décembre BK Ventspils - BCM Gravelines : 72-69 Etosa Alicante - Spirou Basket Club : 55-59 Metis Varese - Étoile rouge de Belgrade : 93-84 - 5e journée, 9 décembre Étoile rouge de Belgrade - BK Ventspils : 82-84 Spirou Basket Club - Metis Varese : 93-89 BCM Gravelines - Etosa Alicante : 85-71 |  | - 6e journée, 16 décembre Etosa Alicante - BK Ventspils : 84-76 BCM Gravelines - Metis Varese : 71-70 Spirou Basket Club - Étoile rouge de Belgrade : 84-77 - 7e journée, 7 janvier BK Ventspils - Spirou Basket Club : 83-72 Étoile rouge de Belgrade - BCM Gravelines : 81-62 Metis Varese - Etosa Alicante : 93-78 - 8e journée, 13 janvier Metis Varese - BK Ventspils : 85-75 Etosa Alicante - Étoile rouge de Belgrade : 78-81 Gravelines - Spirou Basket Club : 57-67 - 9e journée, 20 janvier BCM Gravelines - BK Ventspils : 76-88 Spirou Basket Club - Etosa Alicante : 80-64 Étoile rouge de Belgrade - Metis Varese : 85-76 - 10e journée BK Ventspils - Étoile rouge de Belgrade : 93-75 Metis Varese - Spirou Basket Club : 100-75 Etosa Alicante - Gravelines : 89-81 |

Classement
| Rang | Équipe                    | Pts | J  | V | D | Pp  | Pc  | Diff |
| ---- | ------------------------- | --- | -- | - | - | --- | --- | ---- |
| 1e   | METIS VARESE              | 17  | 10 | 7 | 3 | 844 | 770 | +74  |
| 2e   | BK VENTSPILS              | 17  | 10 | 7 | 3 | 811 | 772 | +39  |
| 3e   | REGION WALLONNE CHARLEROI | 16  | 10 | 6 | 4 | 756 | 759 | -3   |
| 4e   | CB RED STAR               | 15  | 10 | 5 | 5 | 819 | 815 | +4   |
| 5e   | ETOSA ALICANTE            | 13  | 10 | 3 | 7 | 769 | 820 | -51  |
| 6e   | BCM GRAVELINES            | 12  | 10 | 2 | 8 | 705 | 768 | -63  |

### Groupe D
| - 1re journée, 11 novembre RBC Verviers-Pepinster - BC Reflex : 64-84 Telekom Bonn - Hapoël Jérusalem : 83-80 DKV Joventut - WWF Virtus : 70-78 - 2e journée, 18 novembre WWF Virtus - RBC Verviers-Pepinster : 66-72 Hapoël Jérusalem - DKV Joventut : 91-70 BC Reflex - Telekom Bonn : 84-69 - 3e journée, 25 novembre RBC Verviers-Pepinster - Telekom Bonn : 70-61 DKV Joventut - BC Reflex : 90-68 WWF Virtus - Hapoël Jérusalem : 71-79 - 4e journée, 2 décembre RBC Verviers-Pepinster - Hapoël Jérusalem : 79-83 BC Reflex - WWF Virtus : 84-53 Telekom Bonn - DKV Joventut : 85-72 - 5e journée, 9 décembre DKV Joventut - RBC Verviers-Pepinster : 74-68 WWF Virtus - Telekom Bonn : 98-73 Hapoël Jérusalem - BC Reflex : 77-91 |  | - 6e journée, 16 décembre BC Reflex - RBC Verviers-Pepinster : 87-84 Hapoël Jérusalem - Telekom Bonn : 86-79 WWF Virtus - DKV Joventut : 91-103F - 7e journée, 7 janvier RBC Verviers-Pepinster - WWF Virtus : 86-71 DKV Joventut - Hapoël Jérusalem : 84-77 Telekom Bonn - BC Reflex : 60-76 - 8e journée, 13 janvier Telekom Bonn - RBC Verviers-Pepinster : 92-79 BC Reflex - DKV Joventut : 77-73 Hapoël Jérusalem - WWF Virtus : 101-84 - 9e journée, 20 janvier Hapoël Jérusalem - RBC Verviers-Pepinster : 84-82 WWF Virtus - BC Reflex : 869-78 DKV Joventut - Telekom Bonn : 88-75 - 10e journée RBC Verviers-Pepinster - DKV Joventut : 71-77 Telekom Bonn - WWF Virtus : 70-82 BC Reflex - Hapoël Jérusalem : 77-75 |

Classement
| Rang | Équipe                      | Pts | J  | V | D | Pp  | Pc  | Diff |
| ---- | --------------------------- | --- | -- | - | - | --- | --- | ---- |
| 1e   | BC REFLEX                   | 19  | 10 | 9 | 1 | 806 | 714 | +92  |
| 2e   | HAPOËL MIGDAL JÉRUSALEM     | 16  | 10 | 6 | 4 | 833 | 800 | +33  |
| 3e   | DKV JOVENTUT                | 16  | 10 | 6 | 4 | 801 | 781 | +20  |
| 4e   | ROYAL BC VERVIERS PEPINSTER | 13  | 10 | 3 | 7 | 755 | 779 | -24  |
| 5e   | WWF VIRTUS BOLOGNA          | 13  | 10 | 3 | 7 | 763 | 816 | -53  |
| 6e   | TELEKOM BASKETS BONN        | 13  | 10 | 3 | 7 | 747 | 815 | -68  |

### Groupe E
| - 1re journée, 11 novembre Makedonikós - Adecco Estudiantes : 61-78 KK Budućnost Podgorica - Eiffel Towers : 103-100 BS Energy - Le Mans : 80-91 - 2e journée, 18 novembre BS Energy - Makedonikós : 62-74 Eiffel Towers - Le Mans : 83-56 Adecco Estudiantes - KK Budućnost Podgorica : 90-77 - 3e journée, 25 novembre Makedonikós - KK Budućnost Podgorica : 87-75 Le Mans - Adecco Estudiantes : 74-67 BS Energy - Eiffel Towers : 89-77 - 4e journée, 2 décembre Makedonikós - Eiffel Towers : 98-79 Adecco Estudiantes - BS Energy : 91-87 KK Budućnost Podgorica - Le Mans : 85-81 - 5e journée, 9 décembre Le Mans - Makedonikós : 69-73 BS Energy - KK Budućnost Podgorica : 73-71 Eiffel Towers - Adecco Estudiantes : 75-84 |  | - 6e journée, 16 décembre Adecco Estudiantes - Makedonikós : 87-55 Eiffel Towers - KK Budućnost Podgorica : 88-91 Le Mans - BS Energy : 86-64 - 7e journée, 7 janvier Makedonikós - BS Energy : 95-76 Le Mans - Eiffel Towers : 83-73 KK Budućnost Podgorica - Adecco Estudiantes : 71-84 - 8e journée, 13 janvier KK Budućnost Podgorica - Makedonikós : 85-74 Adecco Estudiantes - Le Mans : 82-76 Eiffel Towers - BS Energy : 90-81 - 9e journée, 20 janvier Eiffel Towers - Makedonikós : 78-62 BS Energy - Adecco Estudiantes : 77-85 Le Mans - KK Budućnost Podgorica : 78-67 - 10e journée Makedonikós - Le Mans : 99-97F KK Budućnost Podgorica - BS Energy : 95-80 Adecco Estudiantes - Eiffel Towers : 85-75 |

Classement
| Rang | Équipe                 | Pts | J  | V | D | Pp  | Pc  | Diff |
| ---- | ---------------------- | --- | -- | - | - | --- | --- | ---- |
| 1er  | ADECCO ESTUDIANTES     | 19  | 10 | 9 | 1 | 833 | 728 | +105 |
| 2e   | MAKEDONIKÓS BC         | 16  | 10 | 6 | 4 | 778 | 786 | -8   |
| 3e   | LE MANS SARTHE BASKET  | 15  | 10 | 5 | 5 | 791 | 773 | +18  |
| 4e   | KK BUDUCNOST           | 15  | 10 | 5 | 5 | 820 | 835 | -15  |
| 5e   | EIFFELTOWERS           | 13  | 10 | 3 | 7 | 818 | 832 | -14  |
| 6e   | BS ENERGY BRAUNSCHWEIG | 12  | 10 | 2 | 8 | 769 | 855 | -86  |

### Groupe F
| - 1re journée, 11 novembre Brighton Bears - KK Split : 86-87 Lietuvos Rytas - Prokom Trefl Sopot : 70-67 Cholet Basket - Ionikos NF Egnatia : 74-72 - 2e journée, 18 novembre Ionikos Egnatia - Brighton : 87-76 Prokom Trefl Sopot - Cholet Basket : 86-65 KK Split - Lietuvos Rytas : 65-84 - 3e journée, 25 novembre Brighton Bears - Lietuvos Rytas : 62-64 Cholet Basket - KK Split : 88-72 Ionikos Egnatia - Prokom Trefl Sopot : 61-83 - 4e journée, 2 décembre Brighton Bears - Prokom Trefl Sopot : 57-68 KK Split - Ionikos Egnatia : 84-75 Lietuvos Rytas - Cholet : 74-72 - 5e journée, 9 décembre Cholet Basket - Brighton Bears : 82-74 Ionikos Egnatia - Lietuvos Rytas : 72-90 Prokom Trefl Sopot - KK Split : 93-66 |  | - 6e journée, 16 décembre KK Split - Brighton Bears : 85-91 Prokom Trefl Sopot - Lietuvos Rytas : 74-61 Ionikos Egnatia - Cholet Basket : 90-89 - 7e journée, 7 janvier Brighton Bears - Ionikos Egnatia : 86-81 Cholet Basket - Prokom Trefl Sopot : 64-61 Lietuvos Rytas - KK Split : 103-56 - 8e journée, 13 janvier Lietuvos Rytas - Brighton Bears : 62-71 KK Split - Cholet Basket : 100-73 Prokom Trefl Sopot - Ionikos Egnatia : 92-90 - 9e journée, 20 janvier Prokom Trefl Sopot - Brighton Bears : 88-76 Ionikos Egnatia - KK Split : 97-91 Cholet Basket - Lietuvos Rytas : 52-76 - 10e journée Brighton Bears - Cholet Basket : 112-103F Lietuvos Rytas - Ionikos Egnatia : 102-69 KK Split - Prokom Trefl Sopot : 86-78 |

Classement
| Rang | Équipe                  | Pts | J  | V | D | Pp  | Pc  | Diff |
| ---- | ----------------------- | --- | -- | - | - | --- | --- | ---- |
| 1er  | LIETUVOS RYTAS          | 18  | 10 | 8 | 2 | 786 | 660 | +126 |
| 2e   | PROKOM TREFL SOPOT      | 17  | 10 | 7 | 3 | 790 | 696 | +94  |
| 3e   | BRIGHTON BEARS          | 14  | 10 | 4 | 6 | 791 | 807 | -16  |
| 4e   | SPLIT CROATIA INSURANCE | 14  | 10 | 4 | 6 | 792 | 868 | -76  |
| 5e   | CHOLET BASKET           | 14  | 10 | 4 | 6 | 762 | 817 | -55  |
| 6e   | IONIKOS NF EGNATIA BANK | 13  | 10 | 3 | 7 | 794 | 867 | -73  |

## Phase finale
|  | Huitièmes de finale                       | Huitièmes de finale                       | Huitièmes de finale                       |                        |     | Quarts de finale                       | Quarts de finale                       | Quarts de finale                       |  |  | Demi-finales                        | Demi-finales                        | Demi-finales                        |  |  | Finale                | Finale                |
|  |                                           |                                           |                                           |                        |     |                                        |                                        |                                        |  |  |                                     |                                     |                                     |  |  |                       |                       |
|  | Aller le 10 février, retour le 17 février | Aller le 10 février, retour le 17 février | Aller le 10 février, retour le 17 février |                        |     | Aller le 2-3 mars, retour le 9-10 mars | Aller le 2-3 mars, retour le 9-10 mars | Aller le 2-3 mars, retour le 9-10 mars |  |  | Aller le 23 mars, retour le 30 mars | Aller le 23 mars, retour le 30 mars | Aller le 23 mars, retour le 30 mars |  |  | 13 avril, à Charleroi | 13 avril, à Charleroi |
|  | Aller le 10 février, retour le 17 février | Aller le 10 février, retour le 17 février | Aller le 10 février, retour le 17 février |                        |     | Aller le 2-3 mars, retour le 9-10 mars | Aller le 2-3 mars, retour le 9-10 mars | Aller le 2-3 mars, retour le 9-10 mars |  |  | Aller le 23 mars, retour le 30 mars | Aller le 23 mars, retour le 30 mars | Aller le 23 mars, retour le 30 mars |  |  | 13 avril, à Charleroi | 13 avril, à Charleroi |
|  | Alpha Makedonikós                         | *89                                       | 58                                        |                        |     | Aller le 2-3 mars, retour le 9-10 mars | Aller le 2-3 mars, retour le 9-10 mars | Aller le 2-3 mars, retour le 9-10 mars |  |  | Aller le 23 mars, retour le 30 mars | Aller le 23 mars, retour le 30 mars | Aller le 23 mars, retour le 30 mars |  |  | 13 avril, à Charleroi | 13 avril, à Charleroi |
|  | Alpha Makedonikós                         | *89                                       | 58                                        |                        |     | Aller le 2-3 mars, retour le 9-10 mars | Aller le 2-3 mars, retour le 9-10 mars | Aller le 2-3 mars, retour le 9-10 mars |  |  | Aller le 23 mars, retour le 30 mars | Aller le 23 mars, retour le 30 mars | Aller le 23 mars, retour le 30 mars |  |  | 13 avril, à Charleroi | 13 avril, à Charleroi |
|  | CE Lleida (+6)                            | 63                                        | *90                                       |                        |     | Aller le 2-3 mars, retour le 9-10 mars | Aller le 2-3 mars, retour le 9-10 mars | Aller le 2-3 mars, retour le 9-10 mars |  |  | Aller le 23 mars, retour le 30 mars | Aller le 23 mars, retour le 30 mars | Aller le 23 mars, retour le 30 mars |  |  | 13 avril, à Charleroi | 13 avril, à Charleroi |
|  | CE Lleida (+6)                            | 63                                        | *90                                       | CE Lleida              | *82 | 68                                     |                                        |                                        |  |  | Aller le 23 mars, retour le 30 mars | Aller le 23 mars, retour le 30 mars | Aller le 23 mars, retour le 30 mars |  |  | 13 avril, à Charleroi | 13 avril, à Charleroi |
|  | Aller le 10 février, retour le 17 février |                                           |                                           | CE Lleida              | *82 | 68                                     |                                        |                                        |  |  | Aller le 23 mars, retour le 30 mars | Aller le 23 mars, retour le 30 mars | Aller le 23 mars, retour le 30 mars |  |  | 13 avril, à Charleroi | 13 avril, à Charleroi |
|  |                                           | Estudiantes Madrid (+27)                  | 73                                        | *96                    |     |                                        |                                        |                                        |  |  | Aller le 23 mars, retour le 30 mars | Aller le 23 mars, retour le 30 mars | Aller le 23 mars, retour le 30 mars |  |  | 13 avril, à Charleroi | 13 avril, à Charleroi |
|  | Spirou Charleroi                          | Estudiantes Madrid (+27)                  | 73                                        | *96                    | *56 | 91                                     |                                        |                                        |  |  | Aller le 23 mars, retour le 30 mars | Aller le 23 mars, retour le 30 mars | Aller le 23 mars, retour le 30 mars |  |  | 13 avril, à Charleroi | 13 avril, à Charleroi |
|  | Spirou Charleroi                          | Aller le 2-3 mars, retour le 9-10 mars    |                                           |                        | *56 | 91                                     |                                        |                                        |  |  | Aller le 23 mars, retour le 30 mars | Aller le 23 mars, retour le 30 mars | Aller le 23 mars, retour le 30 mars |  |  | 13 avril, à Charleroi | 13 avril, à Charleroi |
|  | Estudiantes Madrid (+11)                  | 74                                        | *84                                       |                        |     |                                        |                                        |                                        |  |  | Aller le 23 mars, retour le 30 mars | Aller le 23 mars, retour le 30 mars | Aller le 23 mars, retour le 30 mars |  |  | 13 avril, à Charleroi | 13 avril, à Charleroi |
|  | Estudiantes Madrid (+11)                  | 74                                        | *84                                       | Estudiantes Madrid     | *75 | 73                                     |                                        |                                        |  |  |                                     |                                     |                                     |  |  | 13 avril, à Charleroi | 13 avril, à Charleroi |
|  | Aller le 10 février, retour le 17 février |                                           |                                           | Estudiantes Madrid     | *75 | 73                                     |                                        |                                        |  |  |                                     |                                     |                                     |  |  | 13 avril, à Charleroi | 13 avril, à Charleroi |
|  |                                           | Real Madrid (+17)                         | 83                                        | *82                    |     |                                        |                                        |                                        |  |  |                                     |                                     |                                     |  |  | 13 avril, à Charleroi | 13 avril, à Charleroi |
|  | Real Madrid (+17)                         | Real Madrid (+17)                         | 83                                        | *82                    | *87 | 61                                     |                                        |                                        |  |  |                                     |                                     |                                     |  |  | 13 avril, à Charleroi | 13 avril, à Charleroi |
|  | Real Madrid (+17)                         | Aller le 23 mars, retour le 30 mars       |                                           |                        | *87 | 61                                     |                                        |                                        |  |  |                                     |                                     |                                     |  |  | 13 avril, à Charleroi | 13 avril, à Charleroi |
|  | CB Gran Canaria                           | 68                                        | *63                                       |                        |     |                                        |                                        |                                        |  |  |                                     |                                     |                                     |  |  | 13 avril, à Charleroi | 13 avril, à Charleroi |
|  | CB Gran Canaria                           | 68                                        | *63                                       | Real Madrid (+6)       | *68 | 62                                     |                                        |                                        |  |  |                                     |                                     |                                     |  |  | 13 avril, à Charleroi | 13 avril, à Charleroi |
|  | Aller le 10 février, retour le 17 février |                                           |                                           | Real Madrid (+6)       | *68 | 62                                     |                                        |                                        |  |  |                                     |                                     |                                     |  |  | 13 avril, à Charleroi | 13 avril, à Charleroi |
|  |                                           | Pallacanestro Varèse                      | 67                                        | *57                    |     |                                        |                                        |                                        |  |  |                                     |                                     |                                     |  |  | 13 avril, à Charleroi | 13 avril, à Charleroi |
|  | Cologne 99ers                             | Pallacanestro Varèse                      | 67                                        | *57                    | *81 | 62                                     |                                        |                                        |  |  |                                     |                                     |                                     |  |  | 13 avril, à Charleroi | 13 avril, à Charleroi |
|  | Cologne 99ers                             | Aller le 2-3 mars, retour le 9-10 mars    |                                           |                        | *81 | 62                                     |                                        |                                        |  |  |                                     |                                     |                                     |  |  | 13 avril, à Charleroi | 13 avril, à Charleroi |
|  | Pallacanestro Varèse (+8)                 | 70                                        | *81                                       |                        |     |                                        |                                        |                                        |  |  |                                     |                                     |                                     |  |  | 13 avril, à Charleroi | 13 avril, à Charleroi |
|  | Pallacanestro Varèse (+8)                 | 70                                        | *81                                       | Real Madrid            | 75  |                                        |                                        |                                        |  |  |                                     |                                     |                                     |  |  |                       |                       |
|  | Aller le 10 février, retour le 17 février |                                           |                                           | Real Madrid            | 75  |                                        |                                        |                                        |  |  |                                     |                                     |                                     |  |  |                       |                       |
|  |                                           | Hapoël Jérusalem                          | 83                                        |                        |     |                                        |                                        |                                        |  |  |                                     |                                     |                                     |  |  |                       |                       |
|  | BK Ventspils                              | Hapoël Jérusalem                          | 83                                        | *68                    | 89  |                                        |                                        |                                        |  |  |                                     |                                     |                                     |  |  |                       |                       |
|  | BK Ventspils                              |                                           |                                           | *68                    | 89  |                                        |                                        |                                        |  |  |                                     |                                     |                                     |  |  |                       |                       |
|  | Železnik Belgrade (+17)                   | 79                                        | *95                                       |                        |     |                                        |                                        |                                        |  |  |                                     |                                     |                                     |  |  |                       |                       |
|  | Železnik Belgrade (+17)                   | 79                                        | *95                                       | Železnik Belgrade (+4) | *81 | 79                                     |                                        |                                        |  |  |                                     |                                     |                                     |  |  |                       |                       |
|  | Aller le 10 février, retour le 17 février |                                           |                                           | Železnik Belgrade (+4) | *81 | 79                                     |                                        |                                        |  |  |                                     |                                     |                                     |  |  |                       |                       |
|  |                                           | Joventut Badalone                         | 73                                        | *83                    |     |                                        |                                        |                                        |  |  |                                     |                                     |                                     |  |  |                       |                       |
|  | Joventut Badalone (+4)                    | Joventut Badalone                         | 73                                        | *83                    | *78 | 69                                     |                                        |                                        |  |  |                                     |                                     |                                     |  |  |                       |                       |
|  | Joventut Badalone (+4)                    | Aller le 2-3 mars, retour le 9-10 mars    |                                           |                        | *78 | 69                                     |                                        |                                        |  |  |                                     |                                     |                                     |  |  |                       |                       |
|  | Olimpia Milan                             | 62                                        | *81                                       |                        |     |                                        |                                        |                                        |  |  |                                     |                                     |                                     |  |  |                       |                       |
|  | Olimpia Milan                             | 62                                        | *81                                       | Železnik Belgrade      | *70 | 76                                     |                                        |                                        |  |  |                                     |                                     |                                     |  |  |                       |                       |
|  | Aller le 10 février, retour le 17 février |                                           |                                           | Železnik Belgrade      | *70 | 76                                     |                                        |                                        |  |  |                                     |                                     |                                     |  |  |                       |                       |
|  |                                           | Hapoël Jérusalem (+2)                     | 69                                        | *79                    |     |                                        |                                        |                                        |  |  |                                     |                                     |                                     |  |  |                       |                       |
|  | Hapoël Jérusalem (+6)                     | Hapoël Jérusalem (+2)                     | 69                                        | *79                    | *77 | 82                                     |                                        |                                        |  |  |                                     |                                     |                                     |  |  |                       |                       |
|  | Hapoël Jérusalem (+6)                     |                                           |                                           |                        | *77 | 82                                     |                                        |                                        |  |  |                                     |                                     |                                     |  |  |                       |                       |
|  | Trefl Sopot                               | 67                                        | *86                                       |                        |     |                                        |                                        |                                        |  |  |                                     |                                     |                                     |  |  |                       |                       |
|  | Trefl Sopot                               | 67                                        | *86                                       | Hapoël Jérusalem (+6)  | *79 | 80                                     |                                        |                                        |  |  |                                     |                                     |                                     |  |  |                       |                       |
|  | Aller le 10 février, retour le 17 février |                                           |                                           | Hapoël Jérusalem (+6)  | *79 | 80                                     |                                        |                                        |  |  |                                     |                                     |                                     |  |  |                       |                       |
|  |                                           | Lietuvos Rytas Vilnius                    | 72                                        | *81                    |     |                                        |                                        |                                        |  |  |                                     |                                     |                                     |  |  |                       |                       |
|  | Lukoil Academic                           | Lietuvos Rytas Vilnius                    | 72                                        | *81                    | *77 | 78                                     |                                        |                                        |  |  |                                     |                                     |                                     |  |  |                       |                       |
|  | Lukoil Academic                           |                                           |                                           |                        | *77 | 78                                     |                                        |                                        |  |  |                                     |                                     |                                     |  |  |                       |                       |
|  | Lietuvos Rytas Vilnius (+30)              | 80                                        | *105                                      |                        |     |                                        |                                        |                                        |  |  |                                     |                                     |                                     |  |  |                       |                       |
|  | Lietuvos Rytas Vilnius (+30)              | 80                                        | *105                                      |                        |     |                                        |                                        |                                        |  |  |                                     |                                     |                                     |  |  |                       |                       |

## Effectif de l'équipe victorieuse
Joueurs
Entraîneurs